# Крекінг-установка Сіді-Керір
Крекінг-установка Сіді-Керір – виробництво нафтохімічної промисловості у Єгипті, на південно-західній околиці другого за розміром міста країни Александрії. Перша установка такого типу в історії країни. 
У 1997-му в Єгипті створили компанію Sidi Kerir Petrochemicals (SIDPEC), а за три роки вона ввела в експлуатацію установку парового крекінгу потужністю 300 тисяч тонн етилену на рік. Окрім основного олефіну отримують 10 тисяч тонн бутену-1 (поширений кополімер) та 50 тисяч тонн піролізного бензину (PyGas, pyrolysis gasoline — високооктанова суміш, що може використовуватись як присадка до пального). 
Отриманий на установці етилен в основному полімеризують у поліетилен, оскільки на тому ж майданчику діє лінія річною потужністю 225 тисяч тонн. Також етилен постачають на розташований біч-о-біч комплекс з виробництва полівінілхлориду в Амірії (став до ладу в другій половині 1980-х та первісно отримував етилен доправлений морським шляхом).
Сировиною для підприємства є суміш етану (85%) та пропану (15%), яку постачає сусідній Газопереробний завод Західної пустелі. З 2016 року за кілька сотень метрів від майданчику SIDPEC почала роботу друга єгипетська установка парового крекінгу, споруджена компанією Ethydco. Вона так само отримує сировину від Газопереробного заводу Західної пустелі, тому SIDPEC могла відчувати нестачу етан-пропанової суміші. Втім, у 2022-му на ГПЗ почав надходити додатковий ресурс, що було пов'язане із розробкою офшорного родовища Равен.
Завод SIDPEC отримує технологічну пару від ТЕС Амірія, що входить до згаданого вище комплексу з виробництва полівінілхлориду..